# Tandikudius rugosus
Tandikudius rugosus is een hooiwagen uit de familie Podoctidae.